# حديقة كارول
حديقة كارول هي حديقة تقع في قطاع 4 (بوخارست)، سٌميت بعد ذلك بحديقة كارول الأول. خلال الحقب الشيوعية، سٌميت بحديقة الحرية (Parcul Libertăţii).

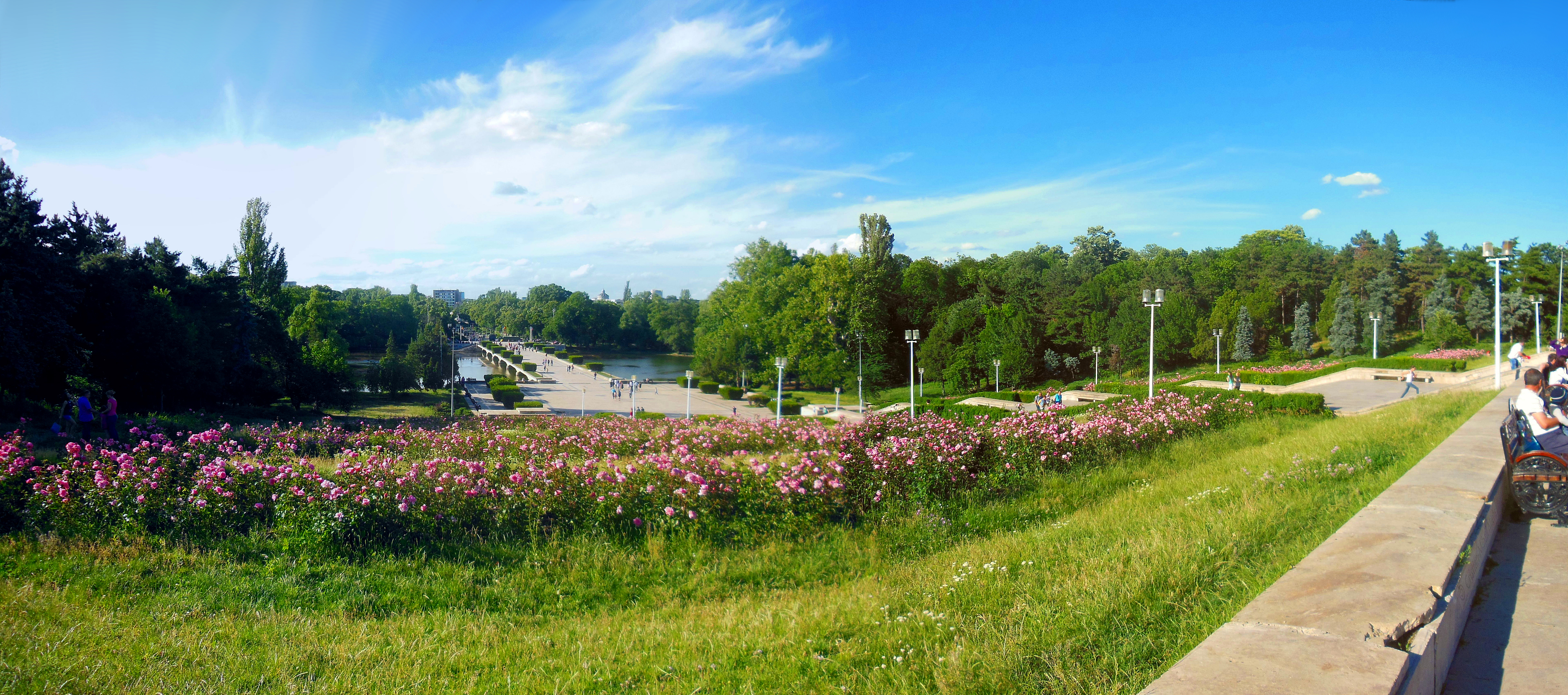
جمال المنظر في حديقة كارول

صمم الفرنسي (Édouard Redont) المناظر الطبيعة في الحديقة على تلة (Filaret)، وأفتتحت عام 1906. وكانت مساحة الحديقة 360،000 متر مربع، مع بحيرة ذات مساحة 20,000 متر مربع في وسط الحديقة.